# Schisandraceae
Schisandraceae is een botanische naam, voor een familie van bedektzadigen. Een familie onder deze naam wordt tegenwoordig algemeen erkend door systemen voor plantentaxonomie. Ook het APG II-systeem (2003) erkent deze familie, met twee verschillende mogelijke omschrijvingen
- in brede zin: drie genera, Illicium, Kadsura en Schisandra.
- in enge zin: twee genera, Kadsura en Schisandra. In dat geval vormt het genus Illicium de familie Illiciaceae.

Het eerdere APG-systeem (1998) ging niet over tot plaatsing van deze familie in een orde en erkende zonder meer twee afzonderlijke families.